# Mammofauna della Sardegna

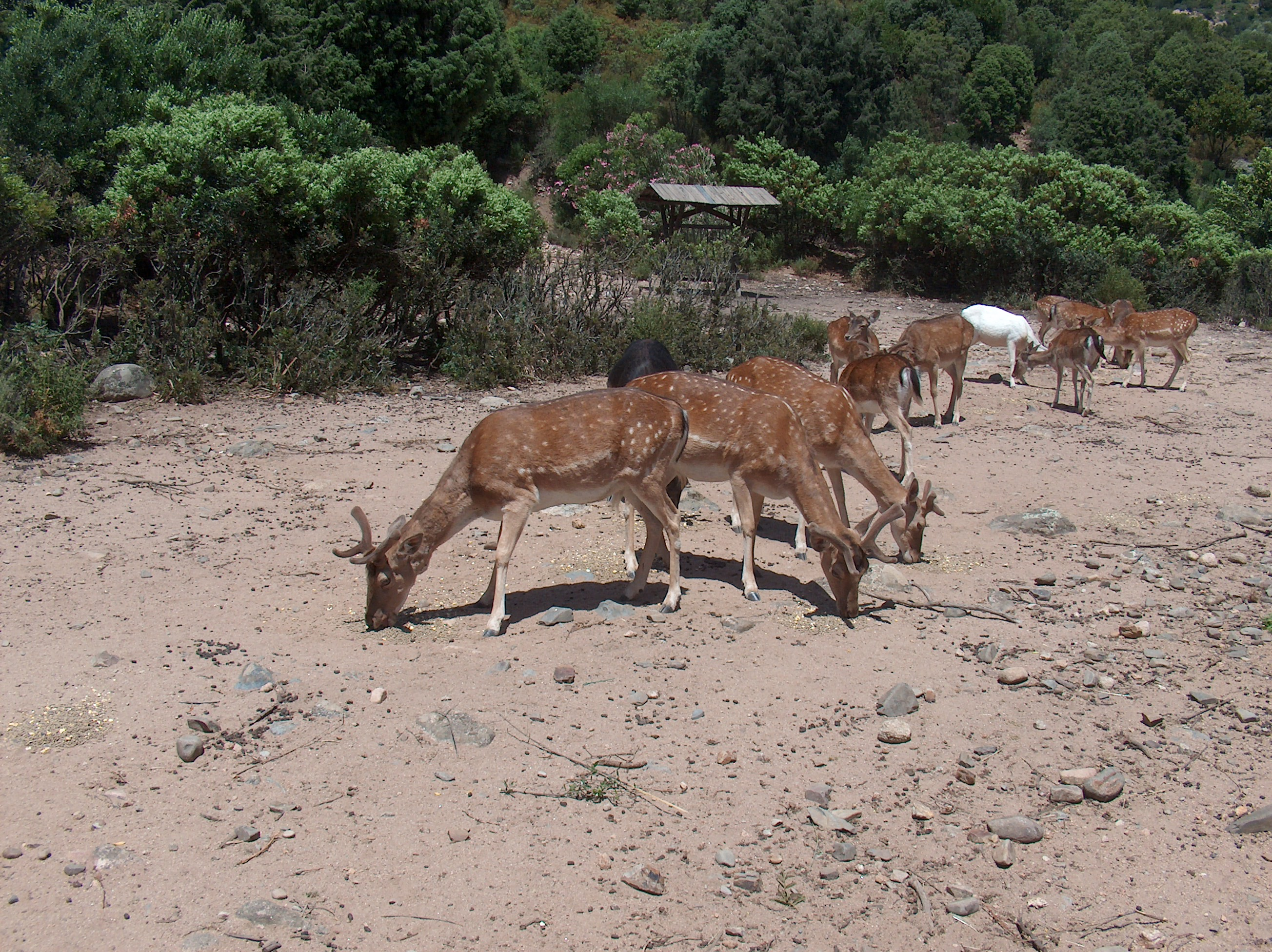
Daini confinati in un recinto faunistico nell'Oasi WWF di Monte Arcosu

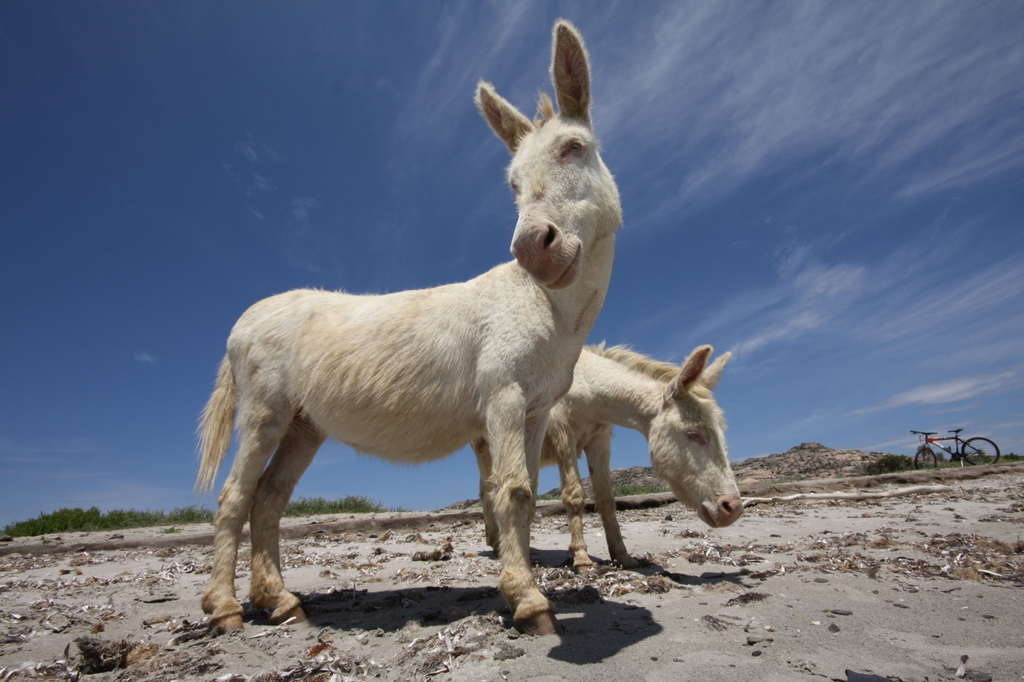
Asinello sardo nell'isola dell'Asinara

La mammofauna della Sardegna è l'insieme delle specie animali presenti in Sardegna e appartenenti alla classe dei Mammiferi. Per via della particolare storia biogeografica delle isole sardo-corse, tutte le specie di mammiferi originariamente presenti, con la sola eccezione di quelle marine e dei chirotteri, si sono estinte all'inizio del Neolitico e sono state sostituite da specie introdotte dall'uomo a partire dalle coste europee, nordafricane o asiatiche.

## Classificazione
Il criterio di classificazione fondamentale è quello tassonomico, tuttavia, ai fini della caratterizzazione, in questa sede si adotta uno schema pratico basato sul ruolo ecologico ricoperto dalle diverse specie. Sulla base di questo criterio si possono distinguere quattro raggruppamenti:
- Gruppo degli ungulati: comprende le specie di grandi dimensioni erbivore o onnivore che fanno capo agli ordini degli Artiodattili e dei Perissodattili.
- Gruppo dei carnivori terrestri: comprende i predatori che vivono in ecosistemi terrestri. Le specie sono tutte comprese nell'ordine dei Carnivori (volpe sarda, gatto selvatico).
- Gruppo dei piccoli mammiferi: comprende piccole specie erbivore o onnivore oppure piccoli predatori di invertebrati (insettivori). Si tratta di un raggruppamento eterogeneo che in sostanza fa capo agli ordini dei Lagomorfi, dei Roditori, dei Chirotteri, degli Insettivori.
- Gruppo dei mammiferi marini: comprende i mammiferi associati ad ambienti marini e rientrano negli ordini dei Cetacei e dei Carnivori.

## Ungulati
Gli ungulati selvatici rappresentano un elemento faunistico di grande interesse naturalistico perché possono essere specie vulnerabili o a rischio di estinzione oppure vincolate al destino degli ecosistemi forestali o minacciate dal bracconaggio oppure perché rappresentano un particolare contesto di rarità. Non si può comunque fare a meno di citare le razze autoctone degli ungulati domestici in quanto presentano particolari doti di specificità per il loro adattamento all'ambiente naturale dell'isola.

### Artiodattili selvatici
Gli Artiodattili sono rappresentati da quattro specie, tutte associate ad ambienti di macchia o di foresta.
Il Cervo sardo, endemismo sardo-corso come sottospecie, è senza dubbio l'animale di maggior interesse per le vicende storiche che lo hanno interessato. In passato diffuso in gran parte del territorio della Sardegna e della Corsica ha sfiorato l'estinzione nel corso del XX secolo a causa del bracconaggio e della contrazione dell'habitat naturale: negli anni settanta la sua popolazione era ridotta a meno di 300 esemplari confinati nelle foreste del Sulcis e del Sarrabus. L'opera di salvaguardia dell'ex A.F.D.R.S e del WWF hanno risollevato le sorti del cervo a partire dagli anni ottanta. Attualmente la popolazione isolana conta oltre 6000 esemplari distribuiti nelle foreste del Sulcis e del Sarrabus-Gerrei, nelle macchie dell'Arburese e, dal 2003, nella Foresta demaniale di Monte Lerno, in provincia di Sassari. È in corso la sua reintroduzione nella Barbagia e nel Mandrolisai, per il momento confinato in recinti faunistici. Negli anni Ottanta è stato reintrodotto anche in Corsica. Il suo status di rischio è uscito dall'emergenza, ma la specie è considerata minacciata in quanto l'areale è frammentato e privo di corridoi naturali.
Il Daino è l'altro Cervide rappresentato nella fauna sarda. Introdotto probabilmente in più riprese dai Fenici e dai Romani, il daino era largamente diffuso nell'isola, ma si estinse completamente alla fine degli anni sessanta a causa di una caccia eccessiva. In seguito è stato reintrodotto grazie ad altri esemplari provenienti dalla penisola.
 
Sull'origine genetica delle popolazioni attuali sussiste un dubbio: secondo voci non ufficiali, queste popolazioni deriverebbero da esemplari di origine sarda confinati in recinti del Corpo Forestale dello Stato, tuttavia questa ipotesi non ha alcun fondamento ufficiale. Attualmente il daino è classificato come specie rara in ambito regionale ed è presente in diverse stazioni di patrimonio pubblico o privato, confinato in recinti faunistici. 
Allo stato libero è presente nel Parco naturale regionale di Porto Conte e nella foresta di Assai, presso Neoneli. In realtà più che selvatiche le popolazioni di Daino sono assimilabili ad animali domestici allevati allo stato semi-brado. Dal punto di vista ecologico occupa la stessa nicchia del cervo sardo, perciò è un suo competitore alimentare. Per tale motivo, nelle aree popolate dal cervo, il daino è confinato in recinti faunistici.
Il Muflone è il terzo ungulato di grande importanza faunistica ed è il simbolo faunistico della Barbagia. Secondo alcune fonti è ritenuto un originario endemismo sardo-corso introdotto poi nel continente, ma questa ipotesi è controversa. In Sardegna è presente fin dal Neolitico, probabilmente originato dall'inselvatichimento di un ovino domestico e trovava il suo habitat naturale negli ambienti impervi delle montagne, con una maggiore preferenza per gli ambienti di macchia, le steppe dei piani cacuminali e le zone rocciose. Meno frequente era la sua presenza nella foresta fitta. Rispetto al cervo ha una maggiore versatilità alimentare e occupa una nicchia ecologica differente, senza entrare perciò in competizione. 

Dal censimento del 2015, risultano presenti in Sardegna, circa 6.000 capi; attualmente però occupano areali geograficamente distinti. Il muflone è diffuso nelle Barbagie, nel Supramonte, in Ogliastra e nel Monte Albo.
 
Negli ultimi decenni, numerose reintroduzioni sono state effettuate nelle aree in cui si era estinto per l'eccessiva caccia; ad esempio, uno degli ultimi rilasci è stato effettuato sul Monte Limbara.
Il Cinghiale sardo è diffuso in tutta l'isola e in alcune isole minori, in generale in ambienti di foresta o macchia alternati a radure e pascoli. È pressoché assente nelle pianure del Campidano e nelle aree fortemente antropizzate. Animale onnivoro, si nutre per lo più dei prodotti del sottobosco e di ghiande o, talvolta, di prodotti delle coltivazioni, perciò occupa una nicchia ecologica nettamente differente da quelle degli altri ungulati. Sottospecie endemica della Corsica e della Sardegna, la sua origine viene fatta risalire al Neolitico dall'inselvatichimento di suini domestici. Dal punto di vista filogenetico rappresenta perciò una popolazione nettamente distinta da quelle europee. Non offre particolari minori problemi di rischio ambientale: è infatti ammessa la caccia in un periodo limitato all'interno del calendario venatorio regionale, ma è oggetto di un'indiscriminata persecuzione da parte dei bracconieri. Il problema principale risiede nel rischio della sua purezza genetica in quanto il cinghiale sardo si ibrida facilmente con i maiali allevati allo stato brado. Nell'isola esiste infatti una spiccata eterogeneità fenotipica delle popolazioni e probabilmente quelle più pure geneticamente sono diffuse nelle foreste meridionali, dove la frequenza degli incroci è minore.

### Perissodattili selvatici
I Perissodattili selvatici fanno capo alle due specie cosmopolite dell'Asino e del Cavallo, ma gli esemplari presenti in Sardegna allo stato selvatico rappresentano due genotipi dotati di peculiarità tali da poterli considerare unici al mondo.
L'Asinello bianco è un ceppo albino morfologicamente affine alla razza domestica sarda, che ha invece un mantello grigio. Rappresenta l'unica forma selvatica di asino presente in Europa. Di origine incerta, la sua popolazione è composta da circa 90 esemplari stanziati nell'isola dell'Asinara e poche decine di capi nella Foresta demaniale di Porto Conte. I caratteri morfologici più evidenti, oltre al mantello bianco crema, sono il pelo folto e morbido e, soprattutto, la mole ridotta, con un'altezza al garrese di circa un metro. Gli asinelli bianchi rappresentano l'attrazione turistica più importante del Parco nazionale dell'Asinara. Animale dotato di una straordinaria rusticità, si è adattato perfettamente alla vegetazione tipica delle zone semiaride del suo areale mostrando una notevole versatilità dal punto di vista dietetico.
Il Cavallino della Giara è una razza equina selvatica, riconosciuta nella lista ufficiale delle razze italiane. È talvolta definito impropriamente un fossile vivente in quanto mostra affinità con i caratteri ancestrali dell'evoluzione del cavallo, in particolare la ridotta statura. L'origine è alquanto incerta e controversa e in ogni modo non è autoctona. Le tracce della sua presenza si perdono nel tardo periodo nuragico e s'ipotizza che sia stato introdotto dai Fenici. Il suo areale naturale è molto ristretto e circoscritto all'altopiano basaltico della Giara di Gesturi. L'habitat tipico è rappresentato da su pauli ("la palude"), elemento paesaggistico tipico della giara: si tratta di una conca a copertura vegetale erbacea, acquitrinosa durante l'inverno, che si alterna alla macchia e alla foresta. Animale dotato di una notevole rusticità vive allo stato selvatico puro, ma tradizionalmente, fino agli anni novanta, era oggetto di proprietà privata e sottoposto alla marchiatura. La popolazione ammonta a circa 500 esemplari. Una popolazione ridotta è stanziata nella Foresta demaniale di Porto Conte, ma non riesce ad adattarsi alle difficili condizioni della macchia e vive perciò allo stato semibrado, alimentato dagli addetti forestali. Animale dal temperamento nervoso e combattivo, il suo carattere selvatico è probabilmente insito nel suo patrimonio genetico per una peculiarità ricorrente: il processo di domesticazione del cavallino della Giara è lento e difficile, nel contempo, i soggetti addomesticati riacquistano rapidamente il carattere selvatico se lasciati allo stato brado.

### Ungulati domestici
Gli ungulati domestici sono presenti in Sardegna con razze autoctone, la cui origine si perde nel Neolitico o, in epoca storica, in un periodo che va dall'età Nuragica a quella Romana, con probabili meticciamenti. Meticciamenti successivi si sono avuti negli ultimi due secoli, con modifiche anche drastiche dei caratteri originari in buona parte delle popolazioni. Una razza Sarda è presente nella specie bovina, in quella ovina, in quella caprina, in quella asinina e in quella equina.